# Electrowetting Display
L'Electrowetting Display è un'alternativa per la fabbricazione di display a colori emissivi con le caratteristiche dell'e-paper.
È stata annunciata nel settembre 2003 dalla Philips Research come la tecnologia per gli schermi flessibili in grado di offrire un tempo di risposta sufficiente a visualizzare video (circa 10 ms) con una combinazione colori/luminosità superiore agli attuali LCD.
Rispetto agli altri display la tecnologia electrowetting sarebbe molto più luminosa consumando meno potenza, elemento di successo per l'impiego in applicazioni mobile. La leggibilità sarebbe pari alla carta stampata e potrebbero essere utilizzati in ogni condizione di luce esterna.
Attualmente, però, non esistono prodotti o prototipi, si è ancora nella prima fase di ricerca. Il 20 aprile 2006 Philips e New Venture Partners hanno fondato Liquavista, di cui fanno parte gli inventori della tecnologia Rob Hayes e Johan Feenstra, dove dimostrò l'efficacia della tecnologia al Exhibition of the Society for Information Display 2006 (SID) tenutosi a San Francisco nel giugno 2006.

## Tecnologia
La tecnologia si basa sul microcontrollo del movimento di un fluido tramite generazione di tensione. L'olio colorato è compreso tra uno strato di acqua e un rivestimento idrofobo (repellente dell'acqua) e il tutto è posto su un elettrodo. Quando non è applicato un campo elettrico, l'olio forma spontaneamente una barriera tra l'acqua e il rivestimento creando un pixel colorato; se invece è applicata una (bassa) tensione tra l'elettrodo e l'acqua, la tensione tra l'acqua e le cariche, fa sì che l'acqua sposti l'olio tutto da una parte. Questo crea un pixel parzialmente trasparente o, se il display è collocato su una superficie opaca, un pixel bianco.
I materiali usati perciò nei display electrowetting sono: due strati di vetro (o plastica), tra cui vengono inseriti acqua e olio. In aggiunta viene inclusa la tintura dissolta nell'olio. La scelta della tintura determina il colore del display, in particolare nello stato off del display in cui l'olio ricopre l'intera superficie. Ciò implica che può essere ottenuto un ampio range di colorazioni.
Liquavista afferma che sono possibili differenti architetture del display per ottenere un prodotto a colori. Nel White paper presente sul sito Web sono mostrate la One e la Three Layer Architecture.

### Architettura One-Layer
Il display in questo caso utilizza un filtro RGB e l'olio (in questo caso nero) funge da switch per l'attivazione dei sub-pixels.
In confronto agli schermi LCD questo tipo di architettura offre un miglioramento di fattore 2 nel CCF (fattore conversione dei colori = theoretical light out / light in).

### Architettura Three-Layer
Realizzata ponendo in verticale tre strati monocromatici. In ogni strato l'olio è dosato in base ad un unico colore e può essere “switchatto” in modo indipendente dagli altri.
In questa architettura il CCF è più alto rispetto al single-layer, poiché ogni colore può essere riprodotto ovunque sulla superficie del display, i sub-pixels non sono più richiesti come anche il filtro RGB.
Il costo di questo tipo di display per i cellulari è paragonabile agli schermi LCD transflective. Ma rispetto agli LCD hanno un fattore CCF pari 6 volte superiore ottenendo una performance pari alla normale carta.
Elemento di rilevanza è la possibilità di visualizzare video.
Nonostante gli autori non siano riusciti a spiegare la non lineare dipendenza tra dimensione dei pixel e tempo di risposta, è stato dimostrato che è possibile visualizzare contenuti video su schermi che abbiano dimensione dei pixel sufficientemente ridotta.
Correntemente il voltaggio richiesto per operazioni con elevata luminosità è circa -15/-20 V. È necessaria una diminuzione sostanziale della tensione, ciò può essere ottenuta riducendo lo spessore della pellicola dell'olio e dell'isolatore di circa la metà rendendo allora necessario un voltaggio di -10V.
Il consumo è paragonabile agli attuali schermi LCD con matrice attiva, la potenza infatti è consumata solo durante lo switch, ma risulta molto più basso se paragonato alle altre tecnologie durante la visualizzazione dei video, dovuto al basso consumo nonostante l'elevata luminosità dei colori. Il costo è paragonabile alla costruzione di uno schermo LCD con matrice attiva.